# Leptomenes europaeus
Leptomenes europaeus är en stekelart som beskrevs av Giordani Soika. Leptomenes europaeus ingår i släktet Leptomenes och familjen Eumenidae. Inga underarter finns listade i Catalogue of Life.